# Letheobia graueri
Letheobia graueri — вид змій родини сліпунів (Typhlopidae). Мешкає в регіоні Африканських Великих озер. Вид названий на честь австрійського зоолога Рудольфа Грауера.

## Поширення і екологія
Letheobia graueri мешкають на сході Демократичної Республіки Конго та на заході Уганди, Руанди, Бурунді і Танзанії. Вони живуть в саванах міомбо, трапляються на плантаціях і полях.